# The Hunger Site
The Hunger Site (en español, El Sitio del Hambre) es un sitio click-to-donate (click para donar) creado en 1999 que obtiene 
patrocinio de anunciantes a cambio de mostrar publicidad a usuarios. Este sitio propone hacer click en un botón del sitio, una vez al día, asegurando que cada click único resulta en una donación "equivalente" a 1,1 tazas de comida. Este sitio no es una institución de caridad; es una corporación con fines de lucro que dona la ganancia de sus avisos publicitarios a instituciones de caridad seleccionadas. Entre ellas están Millennium Promise, Food Recovery Network, Partners in Health, Feeding America (anteriormente America's Second Harvest) y Mercy Corps.

## Historia
The Hunger Site fue fundada por John Breen, un programador de Bloomington, Indiana, en junio de 1999. Originalmente era una corporación sin fines de lucro 501(c)(3), y ganó popularidad rápidamente.
Debido a los crecientes costos, en febrero de 2000 Breen vendió el sitio a GreaterGood, un centro comercial en línea basado en Seattle que donaba parte de sus ventas a instituciones de caridad, por un monto no revelado. En julio de 2001, siguiendo la crisis de la burbuja puntocom, GreaterGood cesó sus operaciones después de perder US$ 26 millones de capital de riesgo. En 2001, CharityUSA.com LLC, una compañía privada con fines de lucro basada en Seattle, tomó el control de la compañía por US$ 1 millón.